# Pałac w Stroniu Śląskim
Pałac w Stroniu Śląskim – dawna rezydencja właścicieli dóbr w miejscowości Stronie Śląskie (dawniej niem. Seitenberg), w powiecie kłodzkim (województwo dolnośląskie), w formie skromnego pałacu, do którego przylega założenie parkowe. Obecnie budynek jest siedzibą władz samorządowych i burmistrza gminy Stronie Śląskie. Najbardziej znaną właścicielką pałacu była Marianna Orańska.

## Położenie
Pałac położony jest w centrum Stronia Śląskiego, przy ul. Kościuszki 55, w pobliżu skrzyżowania z drogą prowadzącą przez Sienną do Bystrzycy Kłodzkiej. Stanowi część dawnego zespołu dworskiego obejmującego również park, kościół ewangelicki, kaplicę pw. św. Onufrego i budynki gospodarcze.

## Historia
Wiadomo, że już w 1787 roku w miejscu dzisiejszego pałacu istniał dwór. W źródłach pisanych jest określany jako pański dom mieszkalny, a więc dość skromny budynek.
8 kwietnia 1838 roku królewna Marianna Orańska nabyła za 135 000 talarów klucz stroński oraz majątek rycerski Strachocin poprzez agenta dworskiego S. Saula od spadkobierców rodziny von Mutius. Obecny pałac wzniesiono jeszcze tego samego roku w formie prostego, "idyllicznego" pałacu letniego planowanego do wykorzystania w czasie okresowych pobytów właścicielki. Zaprojektowany był zapewne w Berlinie, w stylu klasycystycznym, przez któregoś z architektów szkoły berlińskiej, która wówczas rozpoczynała swoją działalność. Inspirowany był architekturą Karla Fridricha Schinkla.
Przy pałacu, zapewne wkrótce po jego wybudowaniu, urządzono park, który zajął miejsce dawnego folwarku. W 1845 roku stanął w nim efektowny dom myśliwski z ośmioma szczytami. W sąsiedztwie znajdowała się pstrągarnia urządzona w 1874 roku. Po obydwu obiektach współcześnie nie pozostał żaden ślad. W roku 1910 pałac został przebudowany.

## Architektura i otoczenie
Pałac ma charakter prostej, kubicznej budowli o stosunkowo niewielkiej skali. Wzniesiony jest na planie prostokąta, dwutaktowy, nakryty spłaszczonym dachem czterospadowym. Sień przejazdowa w przyziemiu nakryta jest sklepieniem wielopolowym rozdzielonym gurtami, z przęsłami nakrytymi czeską kapą. Elewacje pięcio- lub sześcioosiowe mają cokoły oblicowane ciosami z piaskowca. Boniowaniem podkreślono również portal na fasadzie. Po 1945 roku zniekształcono wygląd elewacji przez zastosowanie nakrapianego tynku.
Wygląd pałacu w pierwszej połowie XIX wieku nie jest w pełni znany. Obecny wystrój elewacji nosi cechy neoklasycystyczne z elementami neorenesansu, a więc został on nieco przekształcony w końcu XIX wieku. Elementami neorenesansowymi jest przemienne, narożne pseudoboniowanie. Budynek ma charakter bardzo skromnego pałacu, nie obliczonego na cele reprezentacyjne, lecz raczej na wygodę i użyteczność.

## Turystyka
W pobliżu przechodzi  szlak turystyczny prowadzący ze Stronia Śląskiego do Jaskini Niedźwiedziej w Kletnie oraz uczęszczana droga nad zalew w Starej Morawie. Pałac jest budynkiem publicznym otwartym w godzinach urzędowania w dni robocze. Całkowita współczesna przebudowa pozbawiła wnętrza turystycznej atrakcyjności.